# San Martino di Castrozza
San Martino di Castrozza és una destacada localitat turística italiana, situada a la vall alta del Primiero, en el Trentino oriental. San Martino forma part dels municipis de Siror i Tonadico.

## Història
San Martino deu el seu origen a una institució religiosa molt antiga, l'antic hospici de Sant Martí i Julià que acollia als pelegrins o caminants que travessaven el Pas Rolle, des de Primiero a Val di Fiemme i viceversa. D'aquella estructura només queda l'església de San Martino, amb un campanar romànic.
El naixement de San Martino de Castrozza com a lloc turístic va començar l'any 1873, amb la construcció del primer hotel alpí que va substituir a l'hospici, després d'una proposta de l'alpinista irlandès John Ball.
En el primer decenni del segle xx  San Martino ja era una localitat turística coneguda i visitada per l'alta societat de l'Imperi austrohongarès. El desenvolupament del lloc després de les devastacions de la Primera Guerra Mundial va ser ràpid ja sigui en la reconstrucció d'estructures hoteleres com també en instal·lacions esportives.

## San Martino di Castrozzaen la literatura
L'escriptor austríac Arthur Schnitzler va situar en aquesta localitat la seva cèlebre novel·la monòleg La senyoreta Elsa (Fräulein Else). Encara que la novel·la va ser escrita l'any 1924, està ambientada en la Belle Époque en l'alta societat austrohongaresa de la qual San Martino di Castrozza era un dels centres estivals.